# Valleroy-aux-Saules
Pour les articles homonymes, voir Valleroy.
Valleroy-aux-Saules est une commune française située dans le département des Vosges, en région Grand Est.

## Géographie

### Localisation
Contrairement à son homonyme Valleroy-le-Sec située à 12 km au sud-ouest, Valleroy-aux-Saules s'est bâtie sur les rives d'un cours d'eau, le Madon.
| Bazoilles-et-Ménil | Hymont              | Velotte-et-Tatignecourt |
| Madecourt          | Valleroy-aux-Saules | Maroncourt              |
| Rancourt           |                     | Hagécourt               |

### Géologie et relief
La commune se compose de 329,65 hectares de territoires agricoles (65,02 %), 148,51 hectares de forêts et milieux semi-naturels  (29,29 %) et 28,87 hectares de territoires artificialisés (5,69 %).

### Hydrographie et les eaux souterraines
Hydrogéologie et climatologie : Système d’information pour la gestion des eaux souterraines du bassin Rhin-Meuse :
Territoire communal : Occupation du sol (Corinne Land Cover); Cours d'eau (BD Carthage),
Géologie : Carte géologique; Coupes géologiques et techniques,
 Hydrogéologie : Masses d'eau souterraine; BD Lisa; Cartes piézométriques.

#### Réseau hydrographique
La commune est située dans le bassin versant du Rhin au sein du bassin Rhin-Meuse. Elle est drainée par le Madon, le ruisseau la Grace et le ruisseau l'Imbarupt,.
Le Madon, d'une longueur totale de 96,9 km, prend sa source dans la commune de Vioménil et se jette dans la Moselle à Pont-Saint-Vincent, après avoir traversé 47 communes.

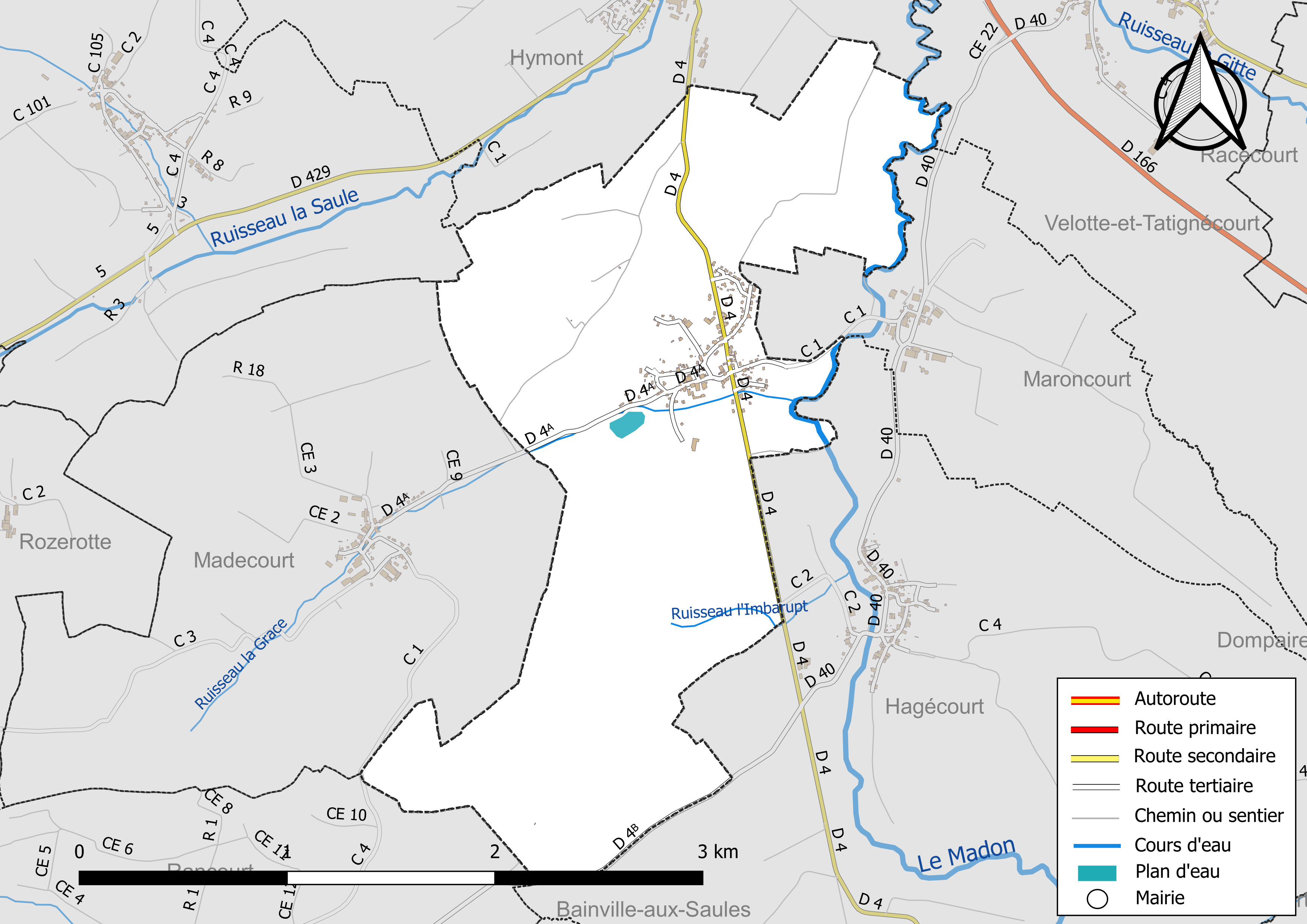
Réseaux hydrographique et routier de Valleroy-aux-Saules.

#### Gestion et qualité des eaux
Le territoire communal est couvert par le schéma d'aménagement et de gestion des eaux (SAGE) « Nappe des Grès du Trias Inférieur ». Ce document de planification, dont le territoire comprend le périmètre de la zone de répartition des eaux de la nappe des Grès du trias inférieur (GTI), d'une superficie de 1 497 km2,  est en cours d'élaboration. L’objectif poursuivi est de stabiliser les niveaux piézométriques de la nappe des GTI et atteindre l'équilibre entre les prélèvements et la capacité de recharge de la nappe. Il doit être cohérent avec les objectifs de qualité définis dans les SDAGE Rhin-Meuse et Rhône-Méditerranée. La structure porteuse de l'élaboration et de la mise en œuvre est le conseil départemental des Vosges.
La qualité des cours d’eau peut être consultée sur un site dédié géré par les agences de l’eau et l’Agence française pour la biodiversité. 

### Climat
Pour des articles plus généraux, voir Climat du Grand Est et Climat des Vosges.
En 2010, le climat de la commune est de type climat des marges montargnardes, selon une étude du Centre national de la recherche scientifique s'appuyant sur une série de données couvrant la période 1971-2000. En 2020, Météo-France publie une typologie des climats de la France métropolitaine dans laquelle la commune est dans une zone de transition entre le climat océanique altéré et le climat océanique altéré et est dans la région climatique  Lorraine, plateau de Langres, Morvan, caractérisée par un hiver rude (1,5 °C), des vents modérés et des brouillards fréquents en automne et hiver. 
Pour la période 1971-2000, la température annuelle moyenne est de 9,7 °C, avec une amplitude thermique annuelle de 17 °C. Le cumul annuel moyen de précipitations est de 926 mm, avec 12,6 jours de précipitations en janvier et 9,4 jours en juillet. Pour la période 1991-2020, la température moyenne annuelle observée sur la station météorologique de Météo-France la plus proche, « Mirecourt-inra », sur la commune de Mirecourt à 6 km à vol d'oiseau, est de 10,4 °C et le cumul annuel moyen de précipitations est de 824,3 mm. 
La température maximale relevée sur cette station est de 39,5 °C, atteinte le 25 juillet 2019 ; la température minimale est de −19,5 °C, atteinte le 20 décembre 2009,,. 
Les paramètres climatiques de la commune ont été estimés pour le milieu du siècle (2041-2070) selon différents scénarios d'émission de gaz à effet de serre à partir des nouvelles projections climatiques de référence DRIAS-2020. Ils sont consultables sur un site dédié publié par Météo-France en novembre 2022.

## Urbanisme

### Typologie
Au 1er janvier 2024, Valleroy-aux-Saules est catégorisée commune rurale à habitat dispersé, selon la nouvelle grille communale de densité à sept niveaux définie par l'Insee en 2022.
Elle est située hors unité urbaine. Par ailleurs la commune fait partie de l'aire d'attraction de Mirecourt, dont elle est une commune de la couronne,. Cette aire, qui regroupe 33 communes, est catégorisée dans les aires de moins de 50 000 habitants,.

### Occupation des sols
L'occupation des sols de la commune, telle qu'elle ressort de la base de données européenne d’occupation biophysique des sols Corine Land Cover (CLC), est marquée par l'importance des territoires agricoles (64,8 % en 2018), une proportion identique à celle de 1990 (64,8 %). La répartition détaillée en 2018 est la suivante : 
forêts (29,5 %), terres arables (28,2 %), prairies (26,8 %), zones agricoles hétérogènes (9,8 %), zones urbanisées (5,7 %). L'évolution de l’occupation des sols de la commune et de ses infrastructures peut être observée sur les différentes représentations cartographiques du territoire : la carte de Cassini (XVIIIe siècle), la carte d'état-major (1820-1866) et les cartes ou photos aériennes de l'IGN pour la période actuelle (1950 à aujourd'hui).

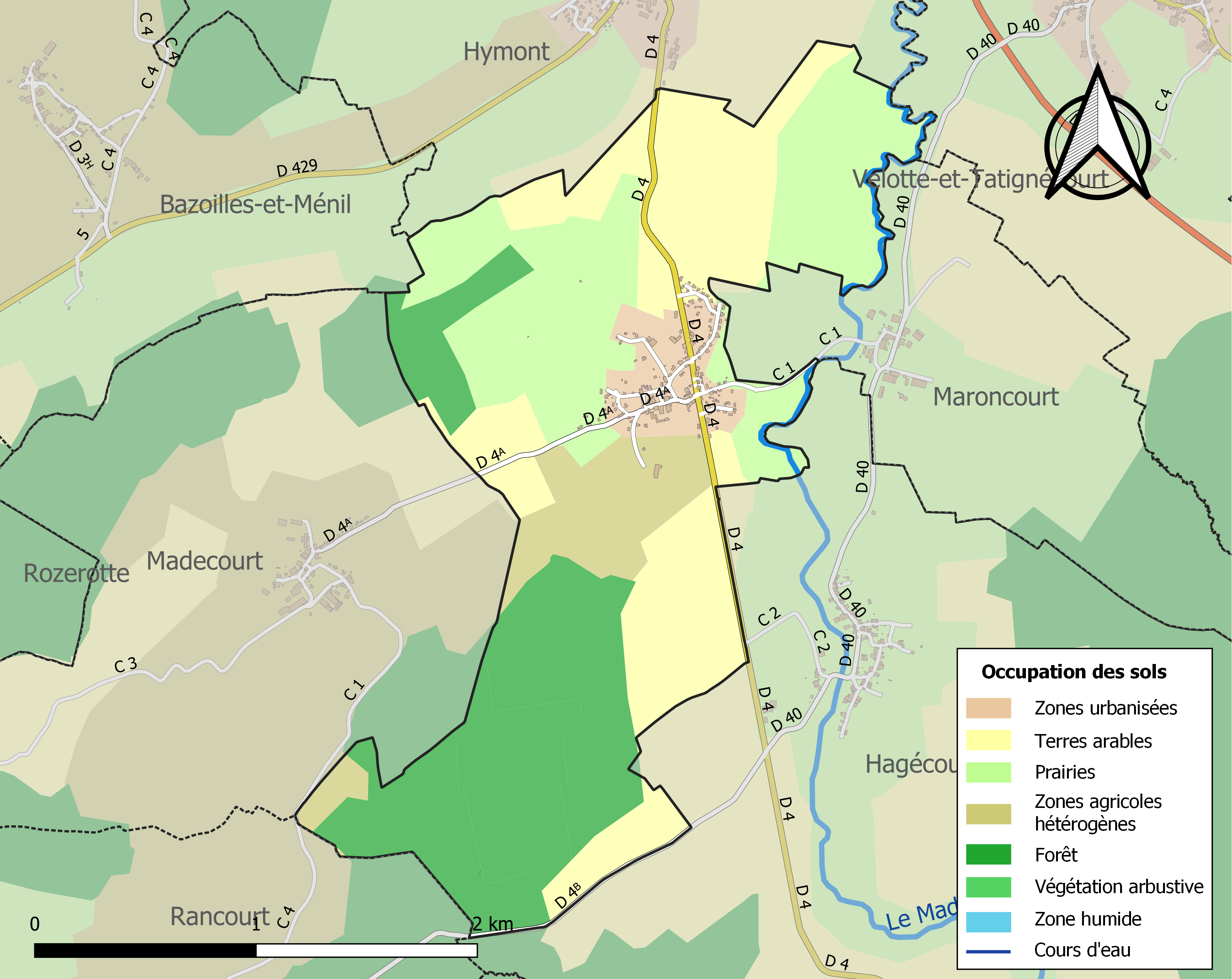
Carte des infrastructures et de l'occupation des sols de la commune en 2018 (CLC).

### Voies de communications et transports

#### Voies routières
- A31 (aussi appelée autoroute de Lorraine-Bourgogne). Échangeurs Châtenois, Bulgnéville.

#### Transports en commun
- Fluo Grand Est.

#### Lignes SNCF
- Gare de Vittel
- Gare dse Charmes
- Gare de Châtel - Nomexy

#### Transports aériens
- L'Aéroport d'Épinal-Mirecourt « Vosges Aéroport ».

À partir de l'été 2021, l’aéroport d’Épinal-Mirecourt est devenu le "pélicandrome" de la Zone Est et servira ainsi de base de ravitaillement et d’intervention pour les avions bombardiers d’eau connus sous le nom de Dash 8.

## Toponymie
Le nom de la localité est attesté sous les formes Valeroy (1318) ; Valleloy (XIVe siècle) ; Valleloy aux Salses (1421) ; « Le ban de Haigiecourt et de Walleret au Salces » (1457) ; Valleroy aux Saulses (1471) ; Valleroy aux Saulces (1540) ; Valleroy aux Saulxes (1594) ; Vallerois aux Saulces (1613) ; Valleroy aux Saux (1656) ; Vallerois (1711) ; Valleroy aux Saulx, Vallis regia (1768).

Peut-être du bas latin vallaria « remparts » et le suffixe collectif -etum, dont le sens serait : « ensemble de remparts ».

## Histoire
La seigneurie de Valleroy fut donnée le 24 février 1599, avec celle de Madecourt, par le duc de Lorraine, à Jean des Porcellets de Maillane. La commune faisait partie de la mairie de Velotte. Elle relevait du bailliage de Darney.

Une famille noble, les « de Baillivy » a longtemps  été propriétaire de la seigneurie de Valleroy, de Madecourt, d'Hagécourt et de Maroncourt. Ce n'est qu'en 1670, qu'Henri de Baillivy, devient seigneur des quatre villages de par son mariage avec Elisabeth de Voillot, dame de Valleroy, Madecourt, Maroncourt et Hagécourt. Jean-Baptiste de Baillivy, petit-fils d'Henri de Baillivy, fils de Charles-Henri de Baillivy et de Marie-Anne de Vincey, il va se faire connaître par son implication importante dans l'apparition de la Franc-maçonnerie à Mirecourt. Il était chevalier, né à Valleroy le 11 février 1731. On sait qu'il a été vénérable de la première Loge maçonnique de Mirecourt  fondée vers 1750 portant le titre distinctif « Saint-Jean le Parfait Désintéressement » laquelle loge périclita sans que l'on sache pourquoi.Mais elle fut remise en fonction en 1768 et les refondateurs durent demander à Jean-Baptiste de Baillivy, qui entre-temps était devenu vénérable d'une loge maçonnique inconnue à Charmes, qu'il leur fournisse les rituels et objets symboliques perdus.
De 1790 au 19 vendémiaire an X, Valleroy-aux-Saules a fait partie du canton de Mirecourt, puis du canton de Vittel après l’an X. Une ordonnance du 24 février 1830 rattache la commune à son chef-lieu de canton primitif.

La mairie et l’école ont été construites en 1855.
Au spirituel, Valleroy-aux-Saules était annexe d’Hagécourt, où le droit de patronage appartenait au chapitre de Remiremont. L’église tombant en ruine au début du XVIIe siècle, les seigneurs firent bâtir une chapelle dans le village et l’évêque de Toul donna, en 1628, l’autorisation d’y célébrer le service paroissial. Maroncourt, où il y avait un oratoire dédié à saint Éloi, dépendait de Valleroy-aux-Saules.
L'école communale a fermé ses portes en septembre 2007.

## Politique et administration

### Découpage territorial
Par arrêté préfectoral du 15 septembre 2023, la commune est retirée le 1er janvier 2024 de l'arrondissement d'Épinal et rattachée à l'arrondissement de Neufchâteau.

### Liste des maires
| Période                                  | Période                        | Identité                     | Étiquette    | Qualité                                                                                             |
| ---------------------------------------- | ------------------------------ | ---------------------------- | ------------ | --------------------------------------------------------------------------------------------------- |
| Les données manquantes sont à compléter. |                                |                              |              | |
|                                          | 1894                           | Dyonise Mathis               | Conservateur | |
| 1894                                     | 1917                           | Marc Mathis                  | GR           | Avocat, propriétaire agricole, Conseiller général du canton de Vittel Député des Vosges (1906-1917) |
| 1969                                     | mars 1977                      | Paul Babelot (1923-2015)     |              | Plombier                                                                                            |
| mars 1977                                | mars 2018                      | Jean-Michel Gand (1945-2018) | RPR-UMP      | Agriculteur, décédé lors de son 7e mandat.                                                          |
| juin 2018                                | En cours (au 29 novembre 2018) | Gérard Grépinet              |              | Retraité, ancien responsable commercial                                                             |

### Budget et fiscalité 2023

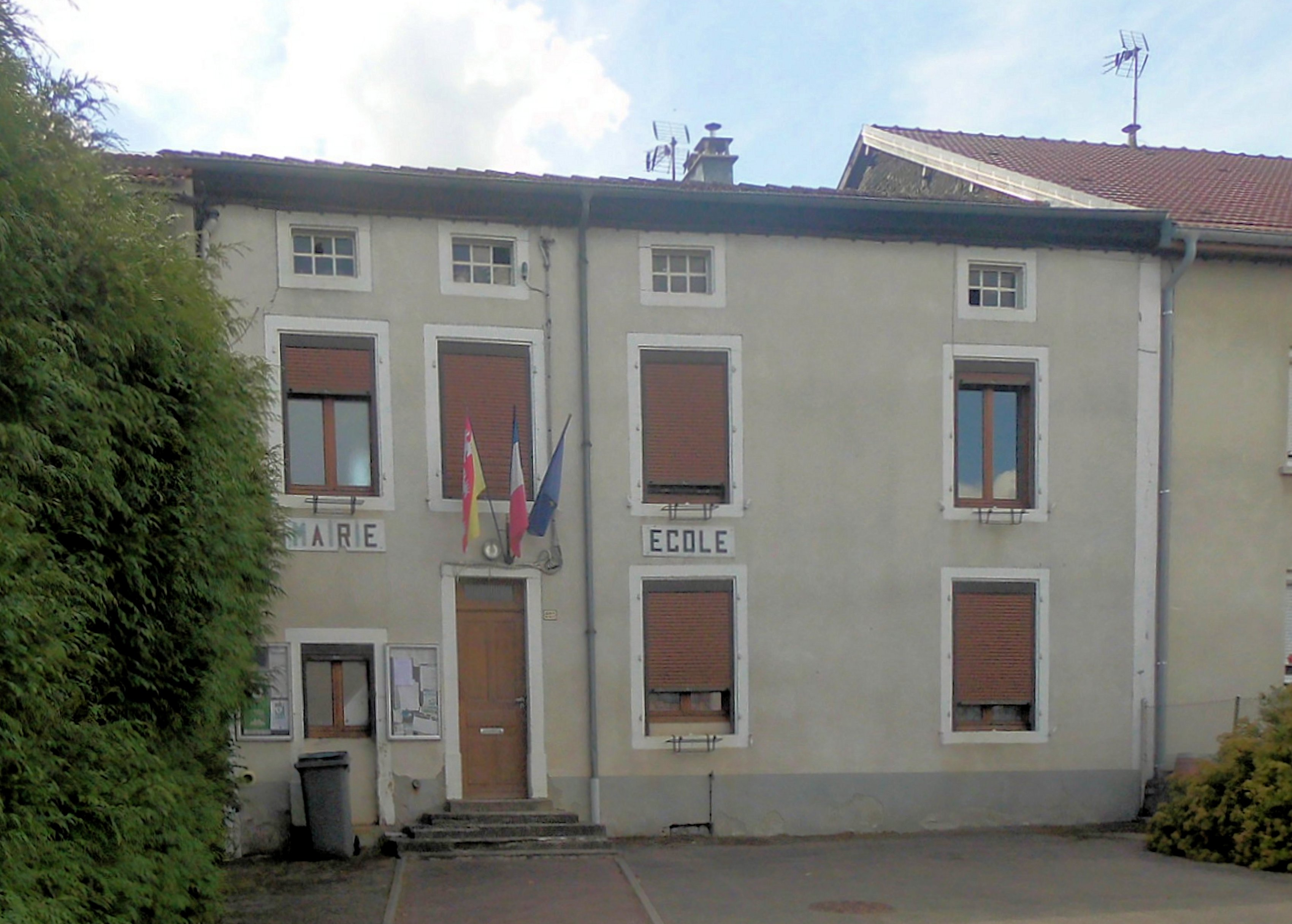
La mairie-école.

En 2023, le budget de la commune était constitué ainsi :
- total des produits de fonctionnement : 206 000 €, soit 788 € par habitant ;
- total des charges de fonctionnement : 114 000 €, soit 438 € par habitant ;
- total des ressources d'investissement : 146 000 €, soit 560 € par habitant ;
- total des emplois d'investissement : 108 000 €, soit 414 € par habitant ;
- endettement : 0 €, soit 1 € par habitant.

Avec les taux de fiscalité suivants :
- taxe d'habitation : 21,47 % ;
- taxe foncière sur les propriétés bâties : 36,51 % ;
- taxe foncière sur les propriétés non bâties : 15,73 % ;
- taxe additionnelle à la taxe foncière sur les propriétés non bâties : 0,00 % ;
- cotisation foncière des entreprises : 0,00 %.

Chiffres clés Revenus et pauvreté des ménages en 2021 : médiane en 2021 du revenu disponible, par unité de consommation : 23 470 €.

## Économie

### Entreprises et commerces

#### Commerces
- Commerces et services de proximité[27].

## Population et société

### Démographie

#### Évolution démographique
L'évolution du nombre d'habitants est connue à travers les recensements de la population effectués dans la commune depuis 1793. Pour les communes de moins de 10 000 habitants, une enquête de recensement portant sur toute la population est réalisée tous les cinq ans, les populations de référence des années intermédiaires étant quant à elles estimées par interpolation ou extrapolation. Pour la commune, le premier recensement exhaustif entrant dans le cadre du nouveau dispositif a été réalisé en 2004.

En 2022, la commune comptait 256 habitants, en évolution de −3,03 % par rapport à 2016 (Vosges : −2,96 %, France hors Mayotte : +2,11 %).
| 1793 | 1800 | 1806 | 1821 | 1831 | 1836 | 1841 | 1846 | 1856 |
| ---- | ---- | ---- | ---- | ---- | ---- | ---- | ---- | ---- |
| 196  | 208  | 228  | 218  | 240  | 256  | 266  | 263  | 240  |

| 1861 | 1866 | 1876 | 1881 | 1886 | 1891 | 1896 | 1901 | 1906 |
| ---- | ---- | ---- | ---- | ---- | ---- | ---- | ---- | ---- |
| 250  | 251  | 267  | 252  | 249  | 231  | 220  | 232  | 229  |

| 1911 | 1921 | 1926 | 1931 | 1936 | 1946 | 1954 | 1962 | 1968 |
| ---- | ---- | ---- | ---- | ---- | ---- | ---- | ---- | ---- |
| 226  | 175  | 179  | 175  | 166  | 154  | 144  | 134  | 134  |

| 1975 | 1982 | 1990 | 1999 | 2004 | 2006 | 2009 | 2014 | 2019 |
| ---- | ---- | ---- | ---- | ---- | ---- | ---- | ---- | ---- |
| 134  | 209  | 266  | 253  | 235  | 221  | 268  | 270  | 253  |

| 2022 | - | - | - | - | - | - | - | - |
| ---- | - | - | - | - | - | - | - | - |
| 256  | - | - | - | - | - | - | - | - |

### Enseignement
Établissements d'enseignements :
- Écoles maternelles et primaires à Hymont, Mattaincourt, Bainville-aux-Saules, Mirecourt, Begnécourt, Valfroicourt.
- Collèges à Mirecourt, Dompaire, Vittel, Charmes, Mandres-sur-Vair.
- Lycées à Mirecourt, Harol, Mandres-sur-Vair, Contrexéville.

### Santé
Professionnels et établissements de santé :
- Médecins à Mattaincourt, Mirecourt, Dompaire, Remoncourt, Damas-et-Bettegney, Lerrain, Girancourt, Darnieulles, Vittel.
- Pharmacies à Mattaincourt, Mirecourt, Dompaire, Remoncourt, Lerrain, Girancourt, Vittel.
- Hôpitaux à Mattaincourt, Mirecourt, Ville-sur-Illon.

### Cultes
- Culte catholique, Paroisse Saint-Pierre-Fourier[34], Diocèse de Saint-Dié.

## Culture locale et patrimoine

### Lieux et monuments
- L'église Saint-Brice[35].

Vitraux.
- Patrimoine rural recensé par le service régional de l'Inventaire général du patrimoine culturel[37],[38].
- Monument aux morts[39].

### Personnalités liées à la commune
- Marc Mathis.

### Héraldique
| Blason de Valleroy-aux-Saules | Blason  | Écartelé : au 1er d'or à la bande de gueules chargée de trois alérions d'argent, au 2e d'azur à deux fasces ondées d'argent, au 3e d'azur à une volute de crosse d'argent, au 4e d'or à un saule arraché au naturel.                                       |
| Blason de Valleroy-aux-Saules | Détails | Le premier est aux armes de la Lorraine, les fasces sont pour le Madon qui arrose la commune, saint Brice, patron de la paroisse locale, qui fut évêque de Tours est évoqué par la crosse et le nom de la commune par le saule. Adopté le 28 février 2022. |

## Pour approfondir